# Pi Mensae
Désignations
Pi Mensae (π Mensae / π Men) est un système planétaire de la constellation de la Table constitué d'une étoile naine jaune et d'au moins deux planètes : une super-Terre chaude et un super-Jupiter sur une orbite excentrique à longue période. Ce système possède un mouvement propre élevé. L'étoile a une magnitude apparente de 5,67, ce qui signifie qu'elle est visible à l'œil nu sous un ciel noir et pur. Le système se situe à ∼ 59,6 a.l. (∼ 18,3 pc) de la Terre.

## Observations
Étant donné sa magnitude apparente visuelle de 5,67, l'étoile est visible à l'œil nu. Le système a été observé depuis 1998 avec le spectrographe UCLES, installé sur le Télescope anglo-australien (3,9 mètres), dans le cadre de l'Anglo-Australian Planet Search. Le système a également été observé par HARPS depuis son installation sur le télescope de 3,6 mètres de l'ESO en 2003. Pi Mensae est par ailleurs observée par TESS et, plus particulièrement, c'est l'une des cibles pour lesquelles des points sont obtenus toutes les deux minutes, contrairement aux images entières cumulées par expositions d'une demi-heure. Étant située près du pôle écliptique sud, π Mensae est dans une région où 6 secteurs d'observation de TESS se superposent, ce qui signifie que l'étoile sera observée pendant un total de 6 mois.

## Structure et membres

### L'étoile
Pi Mensae dépasse le Soleil en termes de masse, de taille, de luminosité, de température et de métallicité et est plus jeune d'environ 730 millions d'années.

### Pi Mensae c, super-Terre chaude
Le 18 septembre 2018 paraît un article de Chelsea X. Huang et al. dans lequel les auteurs annoncent la découverte d'une seconde planète dans le système. Il s'agit du premier candidat de TESS à avoir été confirmé, en l'occurrence grâce aux spectrographes HARPS et UCLES. 

La planète est une super-Terre dont le rayon est (2,14 ± 0,04) fois celui de la Terre et la masse (4,82 ± 0,85) fois celle de la planète bleue. Elle orbite autour de son étoile à une distance de (0,068 39 ± 0,000 50) UA (soit juste un peu plus de 10 millions de km), avec une excentricité quasi nulle et une période orbitale de (6,268 2 ± 0,000 24) jours.

### Pi Mensae b, super-Jupiter
Le 15 octobre 2001, a été annoncée la découverte d'une exoplanète autour de cette étoile. C'est l'une des exoplanètes les plus massives jamais découverte. Elle a une orbite très excentrique qu'elle parcourt en environ 2151 jours (5,89 ans). À cause de cette excentricité, et étant une super-Jupiter massive qui traverse la zone habitable, elle aurait perturbé l'orbite de n'importe quelle planète de type terrestre, et l'aurait précipité vers l'étoile ou bien l'aurait éjecté dans le milieu interstellaire.